# 岔林河农场
岔林河农场是位于中华人民共和国黑龙江省哈尔滨市通河县的一个类似乡级单位，是黑龙江省农垦哈尔滨管理局所属的一个国有农场。
岔林河农场地处小兴安岭南麓，松花江中游北岸。1953年起步于劳改农场，1968年至1975年隶属关系多变，1976年划归哈尔滨管理局，1985年划回劳改局一年，从1986年开始一直由哈尔滨局领导。面积9147.8公顷，2014年农场常住人口4384人。

## 行政区划
岔林河农场下辖以下单位：
岔林河场直社区和岔林河农场管理区。